# Taufik Hidayat
Taufik Hidayat (ur. 10 sierpnia 1981 w Bandungu) – indonezyjski badmintonista, mistrz olimpijski z Aten, mistrz świata, trzykrotny mistrz Azji, trzykrotny mistrz igrzysk azjatyckich, uczestnik czterech letnich igrzysk olimpijskich. W 2014 roku zakończył karierę.
Największym sukcesem badmintonisty jest olimpijskie złoto w grze pojedynczej. Tytuł najlepszego zawodnika zdobył podczas igrzysk olimpijskich w Atenach. W 2005 roku zdobył złoty medal mistrzostw świata w Anaheim, w 2010 roku zdobył srebrny medal, a w 2001 i 2009 roku był trzeci.

## Występy na igrzyskach olimpijskich
Letnie Igrzyska Olimpijskie 2000
| Runda       | Przeciwnik      | Wynik               |
| ----------- | --------------- | ------------------- |
| 1/16 finału | Hidetaka Yamada | W 15–5, 14–17, 15–8 |
| 1/8 finału  | Ong Ewe Hock    | W 15–9, 13–15, 15–3 |
| Ćwierćfinał | Ji Xinpeng      | P 12–15, 5–15       |

Letnie Igrzyska Olimpijskie 2004
| Runda       | Przeciwnik       | Wynik               |
| ----------- | ---------------- | ------------------- |
| 1/16 finału | Hidetaka Yamada  | W 15–8, 15–10       |
| 1/8 finału  | Wong Choong Hann | W 11–15, 15–7, 15–9 |
| Ćwierćfinał | Peter Gade       | W 15–12, 15–12      |
| Półfinał    | Boonsak Ponsana  | W 15–9, 15–2        |
| Finał       | Shon Seung-mo    | W 15–8, 15–7        |

Letnie Igrzyska Olimpijskie 2008
| Runda       | Przeciwnik       | Wynik          |
| ----------- | ---------------- | -------------- |
| 1/16 finału | Wong Choong Hann | P 19–21, 16–21 |

Letnie Igrzyska Olimpijskie 2012
| Runda        | Przeciwnik  | Wynik          |
| ------------ | ----------- | -------------- |
| Faza grupowa | Petr Koukal | W 21–8, 21–8   |
| Faza grupowa | Pablo Abián | W 22–20, 21–11 |
| 1/8 finału   | Lin Dan     | P 9–21, 12–21  |